# 5808 Babelʹ
5808 Babelʹ è un asteroide della fascia principale. Scoperto nel 1987, presenta un'orbita caratterizzata da un semiasse maggiore pari a 3,0038779 UA e da un'eccentricità di 0,1069080, inclinata di 10,87265° rispetto all'eclittica.